# Magasvasút

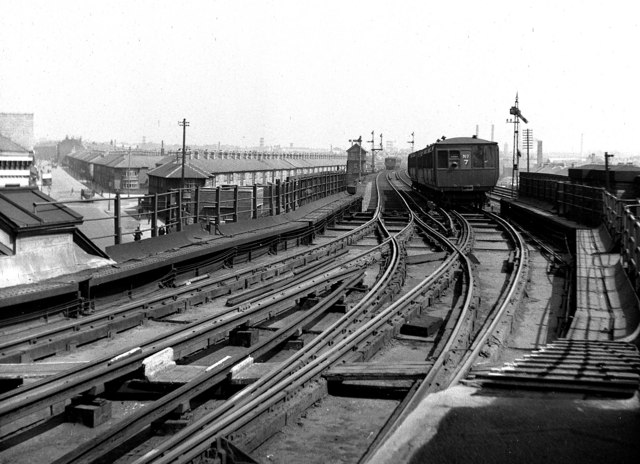
Liverpool magasvasút, 1951. május

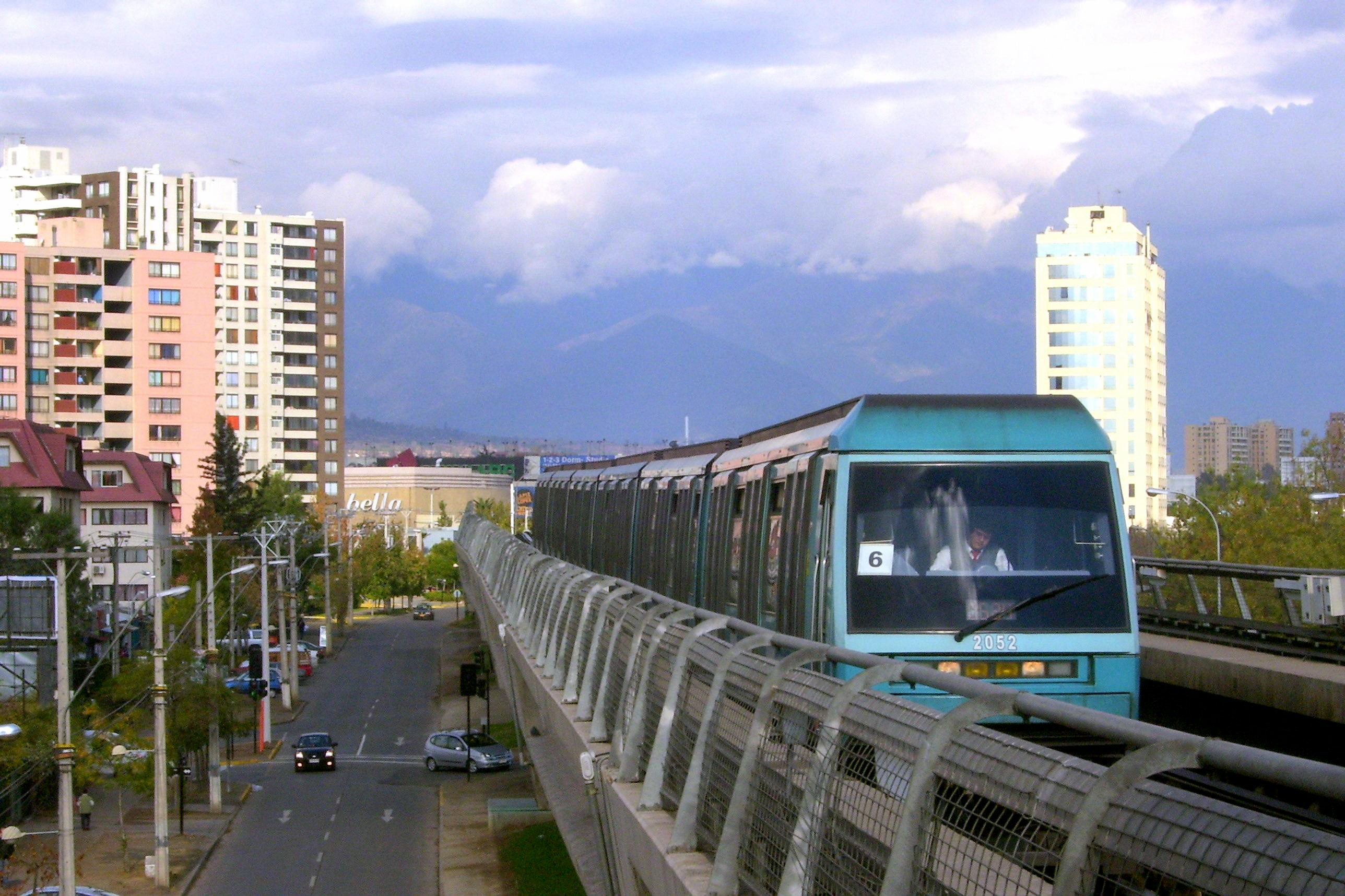
Az NS 93 vonat a Santiago metró 5. vonalának emelt részén áll

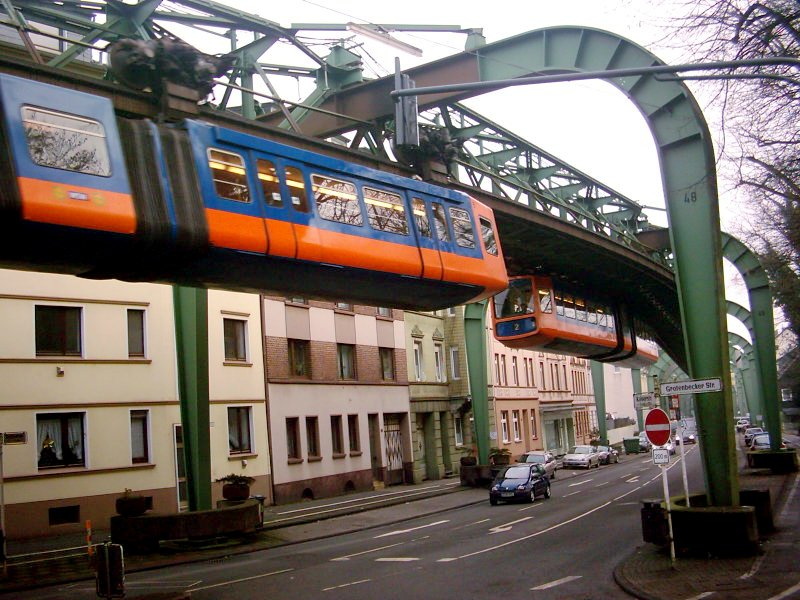
Két Wuppertal Schwebebahn vonat találkozik az utca felett

Magasvasút (más néven emelt vasút) egy gyorsvasút, mely pályája az utca szintje fölött egy viadukt vagy más magas szerkezet (általában acélból, betonból vagy téglából készült). A megemelt vasútvonalakat általában a városi területeken használják, ahol egyébként sok vasúti átjáró lenne.

## Története
A legkorábbi magasvasút a London és a Greenwich Railway volt, egy 878 ívű tégla viadukton. Az 1840-es években Londonban más elképzelések is voltak, az emelt vasúthoz hasonlóan, amelyek nem jöttek létre.
Az 1860-as évek végétől kezdve a magasvasút vált népszerűvé az Egyesült Államok városaiban. A New York West Side és a Yonkers Patent Railway 1868–1870 között kötélpályával üzemelt, ezt követően mozdonyos vontatással. Ezt követték a Manhattan vasút 1875-ben, a South Sidei magasvasút, Chicago (1892–) és a bostoni magasvasút (1901–) magasvonalai. Maga a Chicagói tranzitrendszer L néven is ismert, rövidítve az "emelkedettet". A Berlin Stadtbahn (1882) és a Bécsi Stadtbahn (1898) szintén elsősorban magasvasút.
Az első elektromos megemelt vasút a Liverpool magasvasút volt, amely a Liverpool dokkjain 1893-tól 1956-ig működött.
Londonban a Docklands villamosvasút egy modern magasvasút, amely 1987-ben nyílt meg, és azóta kibővült. A vonatok sofőr nélküliek és automatikusak.
Egy másik modern magasvasút a tokiói sofőr nélküli Jurikamome vonal, amelyet 1995-ben nyitottak meg.

## Rendszerek

### Egysínű rendszerek
A legtöbb egysínű pálya magasvasút, például a Disneyland egysínű rendszer (1959), a Tokió egysínű (1964), a Sydney egysínű (1988–2013), a KL egysínű, a Las Vegas-i egysínű és a São Paulo-i egysínű. Számos maglev vasút szintén emelkedett.

### Függővasutak
Az 1890-es években volt némi érdeklődés szuszpenziós vasutak iránt, különösen Németországban, a Schwebebahn Dresden (1891-) és a Wuppertal Schwebebahn (1901) példa erre. H-Bahn függővasút épült Dortmundban és a düsseldorfi repülőtéren, 1975-ben. A Memphis függővasút 1982-ben nyílt meg.
A japán Shonan egysín és a Chiba városi egysínű sáv a nevük ellenére függővasutak.
A függővasútak általában egysínűek.

### Utasszállító rendszerek

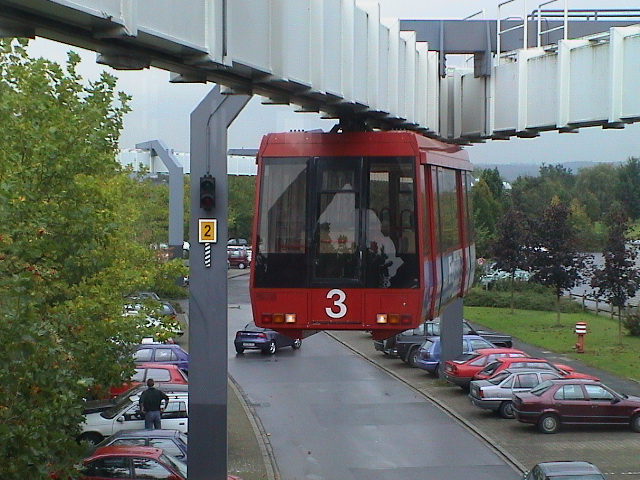
A H-Bahn Dortmund

Az emberek szállítása vagy az automatikus mozgatás (APM) egyfajta vezető nélküli, tömegközlekedési rendszer. A kifejezést általában csak azoknak a rendszereknek a leírására használják, amelyek hurokként szolgálnak, de néha jelentősen összetettebb automatizált rendszerekre is alkalmazzák. Jellemzően a reptéri forgalom lebonyolítására használják őket az utasok kapuhoz való eljutásának érdekében.

## Modern rendszerek

### Teljes metrórendszer
- Berlin U-Bahn (U1 és U2 vonalak)

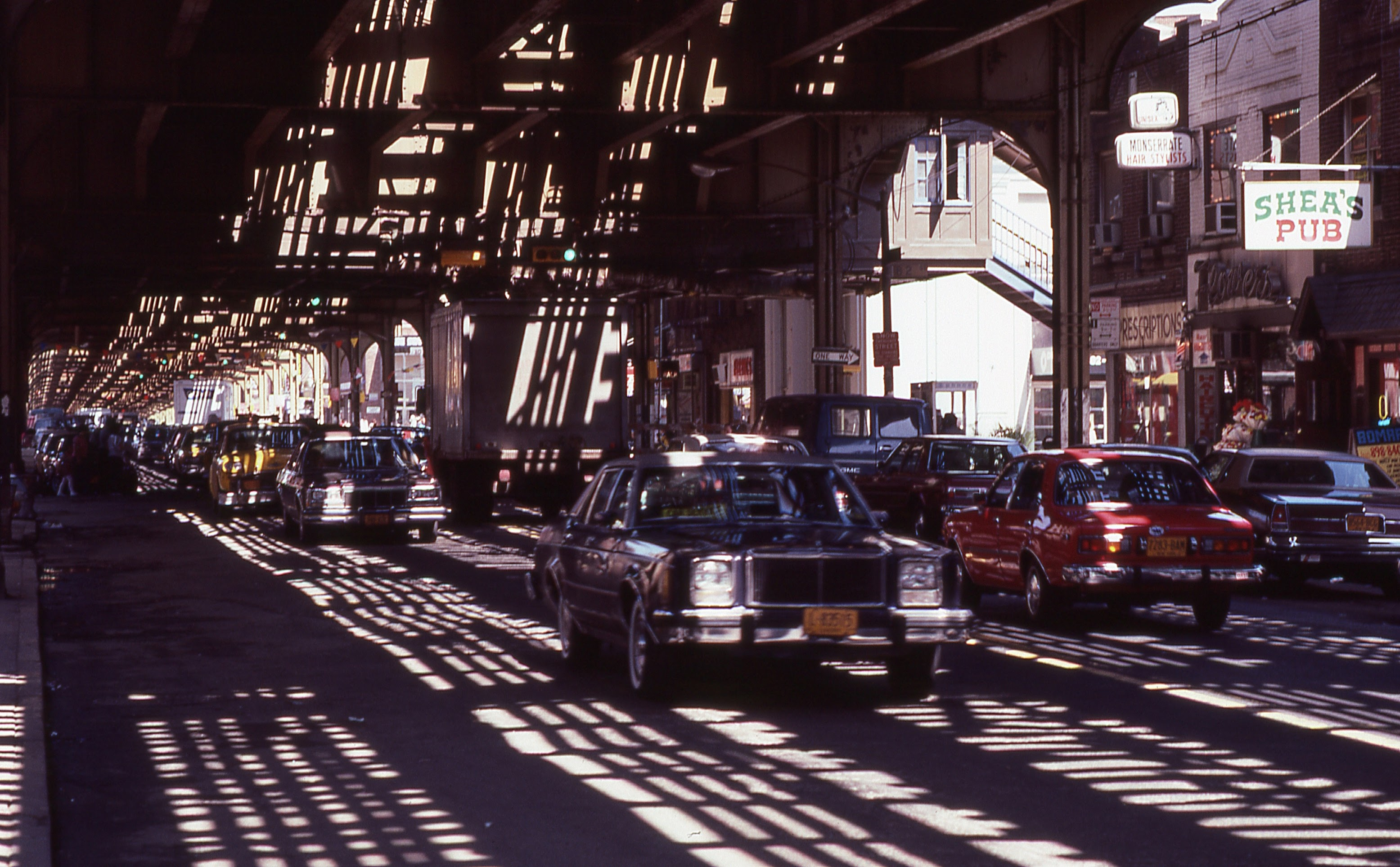
Forgalom a New York-i Jackson Heightsben, a Roosevelt Avenue-n, a megemelt IRT Flushing Line alatt az 1980-as években

- Chicago "L" (a vörös és a kék vonal részei kivételével)
- Koppenhágai metró
- Delhi metró (zöld vonal)
- Hamburg U-Bahn (U3 vonal)
- Hyderabad Metró
- Kochi Metró
- Kolkatai Metró (az 5. és 6. jövőbeni vonal, később építés alatt)
- Lahore Metró (Narancs vonal)
- Manila könnyűvasúti tranzitrendszer
- Miami Metrorail
- Mumbai Metró
- New York-i metró (részleges)
- Philadelphiai piac – Frankford vonal (földalatti Philadelphia belvárosában és Nyugat-Philadelphiában a 40. utcai állomásig, de másutt emelkedett)
- Rapid Metro Gurgaon
- 3. vonal Scarborough, egy közepes kapacitású metróvasút Torontóban, Ontario, Kanada
- BTS Skytrain, két emelkedett gyorsvasút vonal Bangkokban, Thaiföld
- SkyTrain, Vancouver, Brit Columbia, Kanada.
- Sydney metró északnyugati vonal Sydney-ben, Ausztrália (égbolt szakasz)
- Bécsi U-Bahn (U6-os metróvonal)
- Wenhu vonal, Tajpej, Tajvan
- Wuppertal futómű

## Galéria

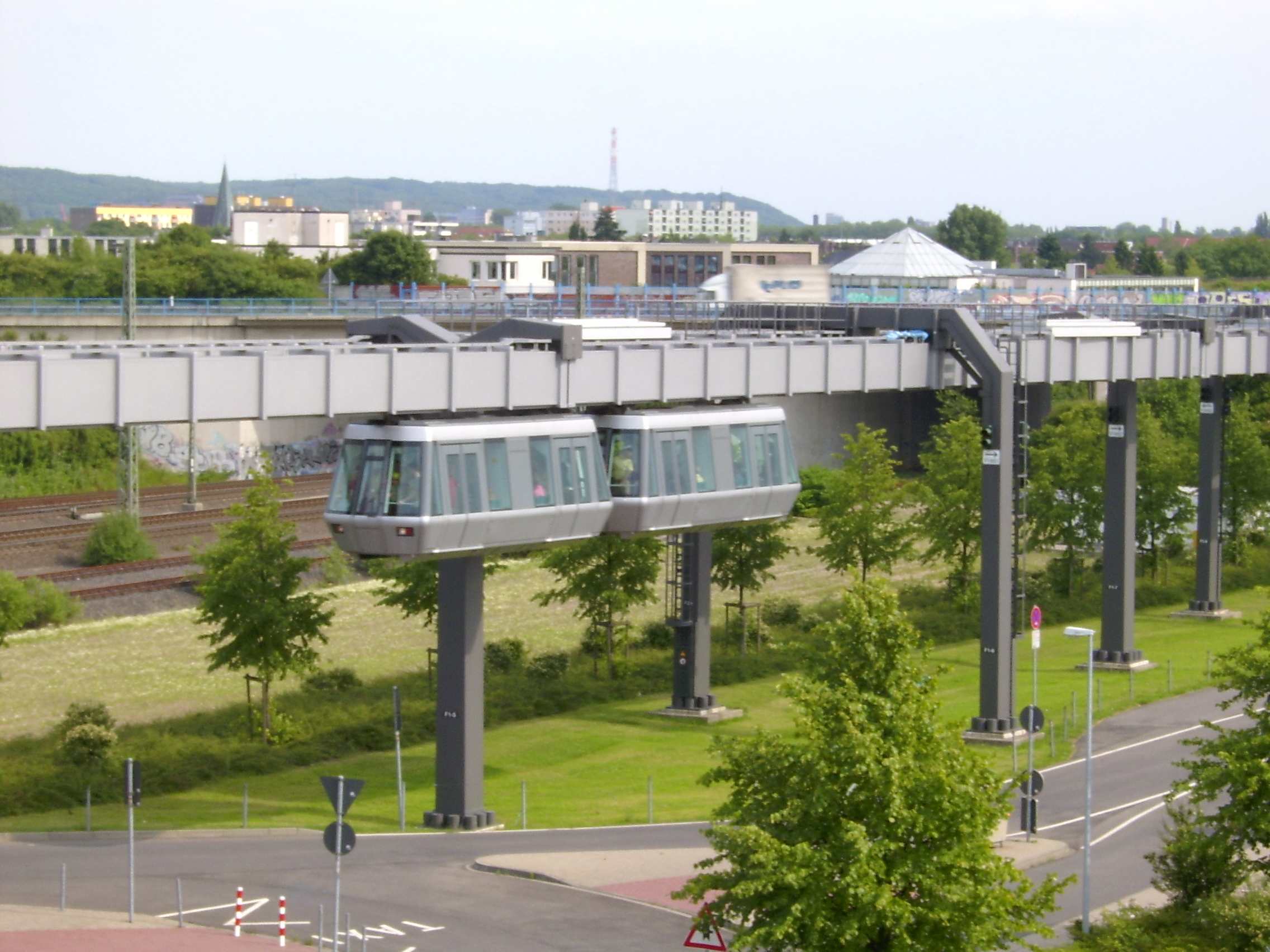
magasvasút
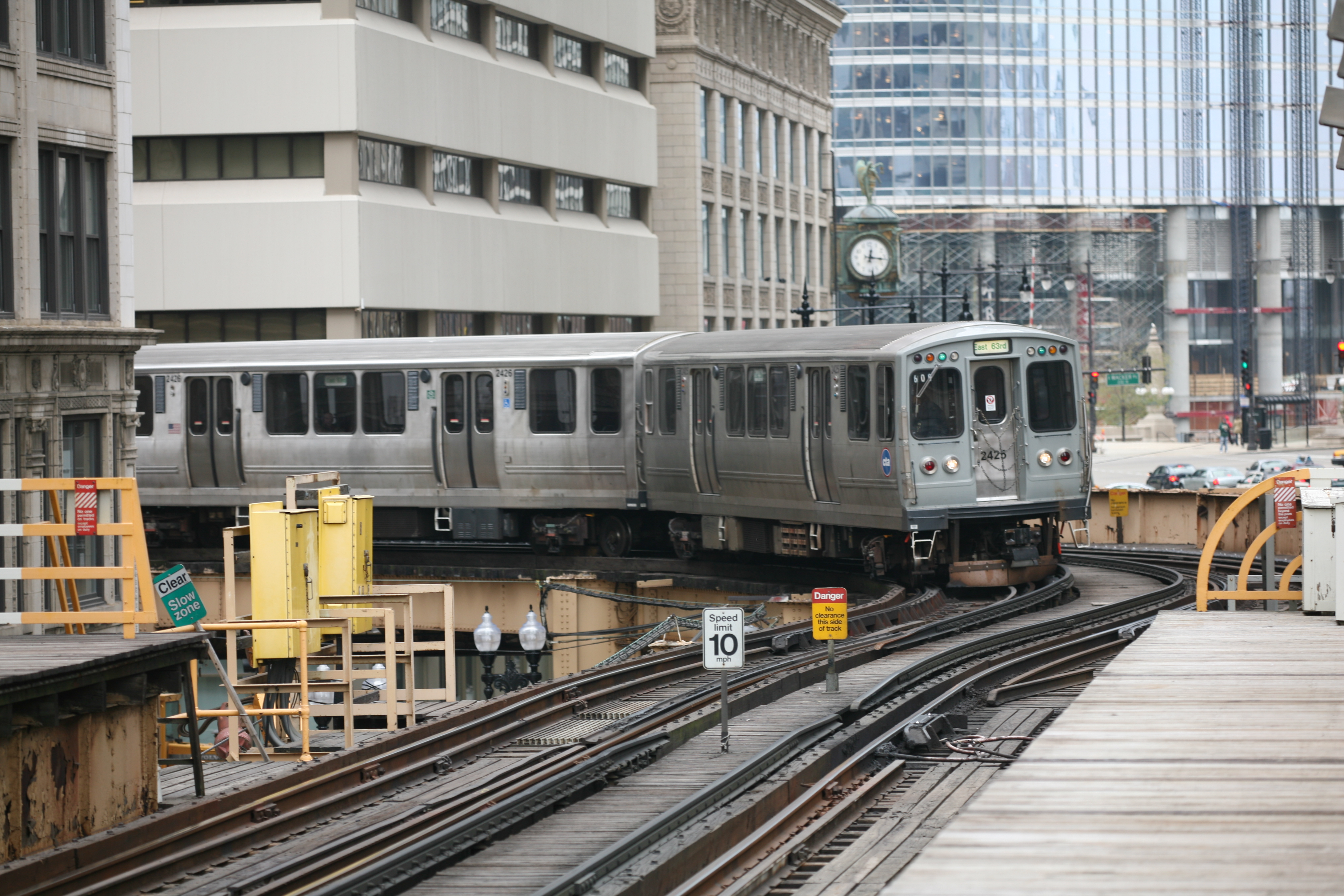
Chicago "L" Green Line vonat Chicago belvárosában.
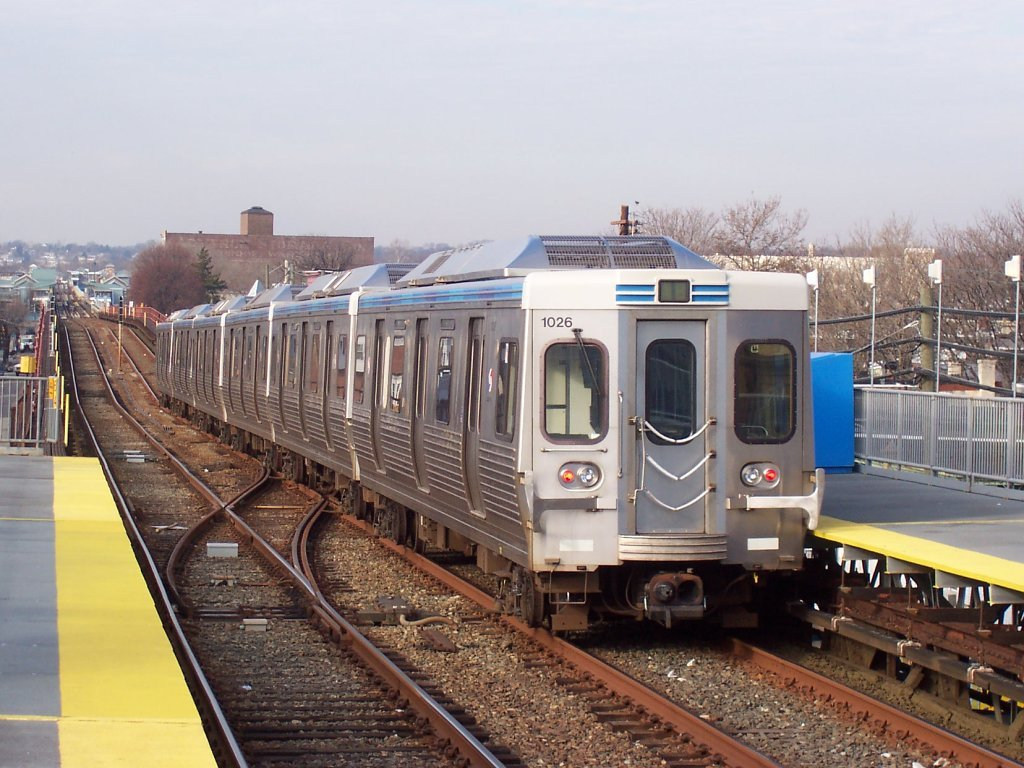
Market Frankford vonat Nyugat-Philadelphiában, Pennsylvania
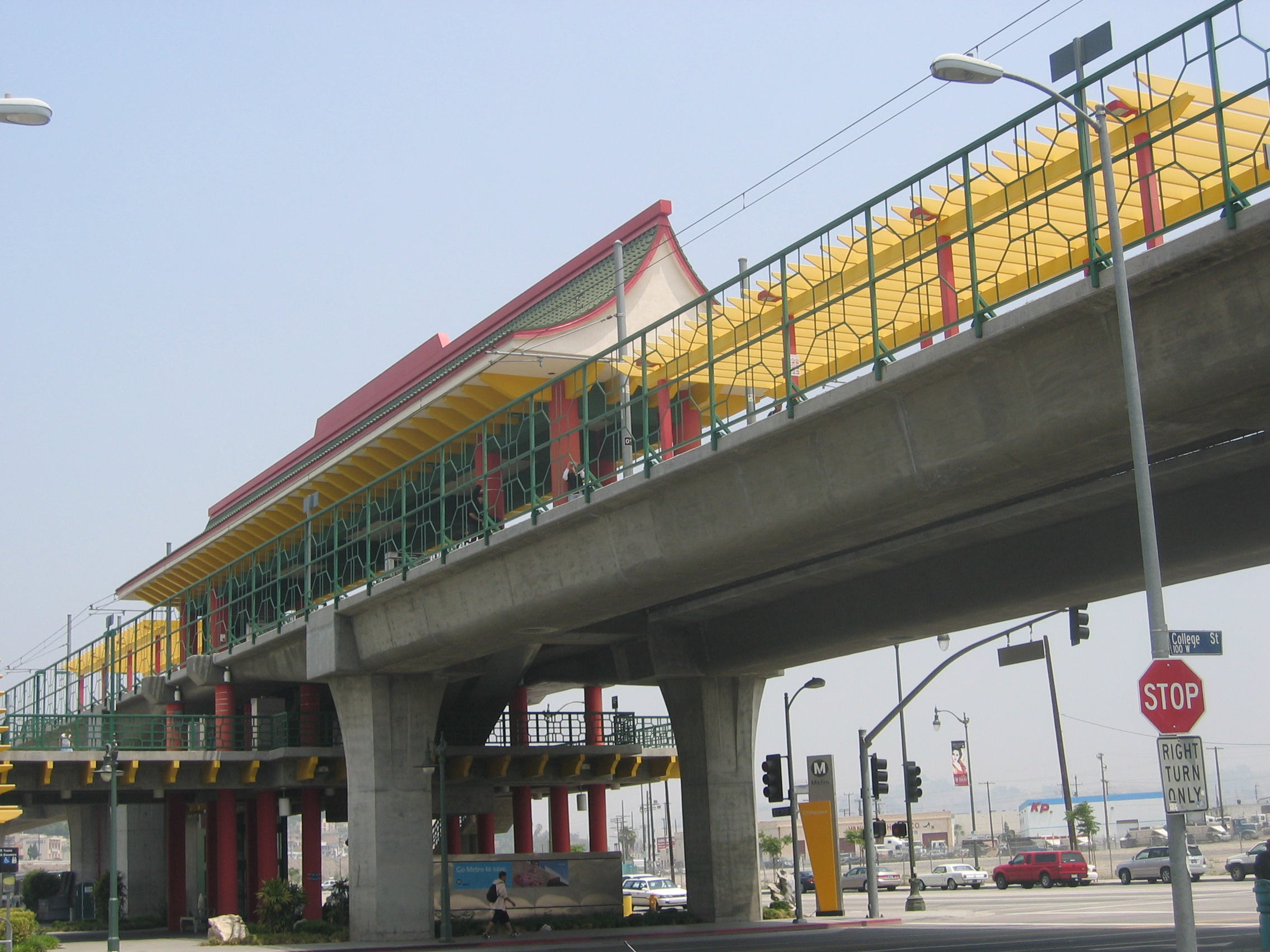
Chinatown állomás Los Angelesben, Kaliforniában
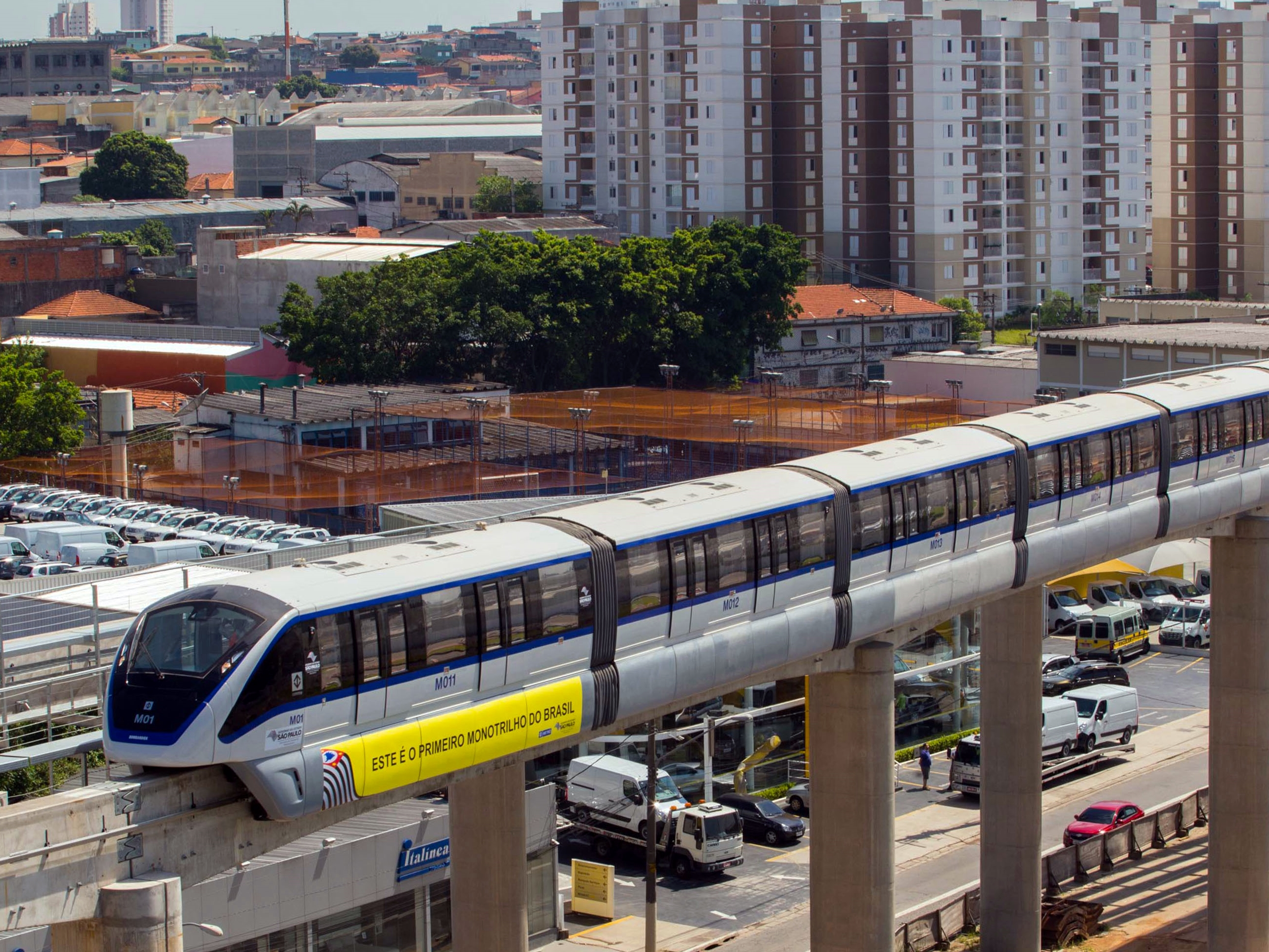
15. sor egysínű, São Paulo, Brazília
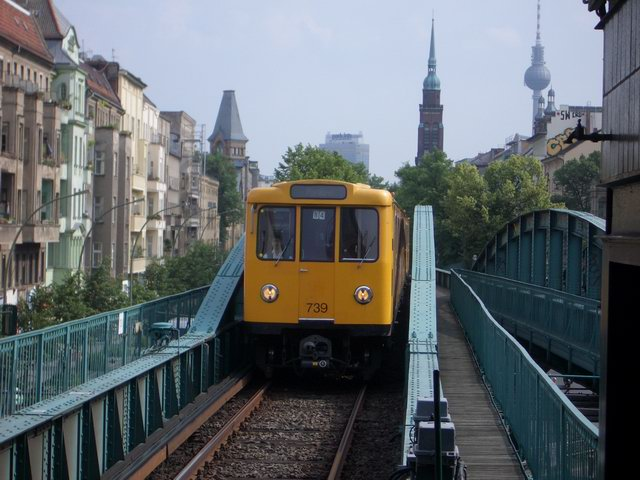
U2-es metró Berlinben - Prenzlauer Berg
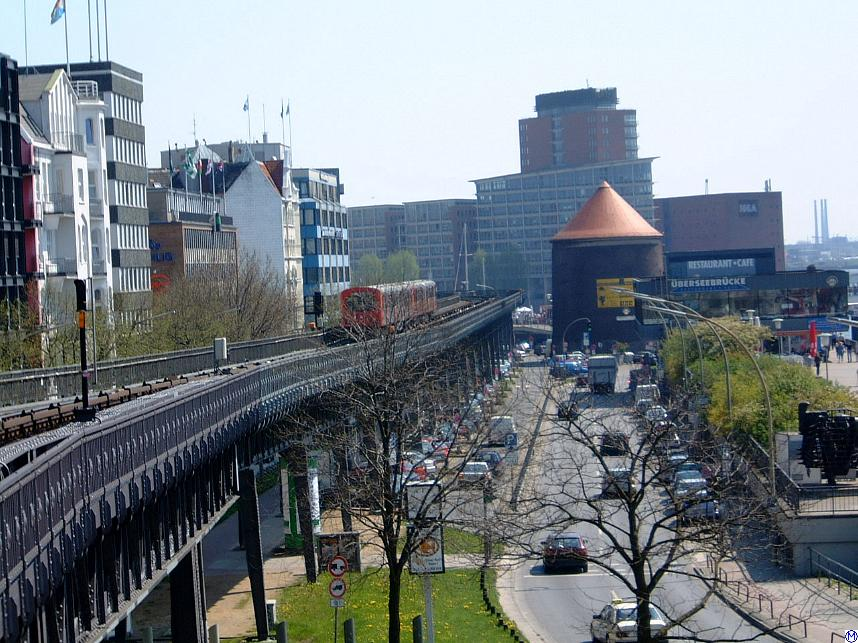
Hochbahn a Hamburg Landungsbrückennél
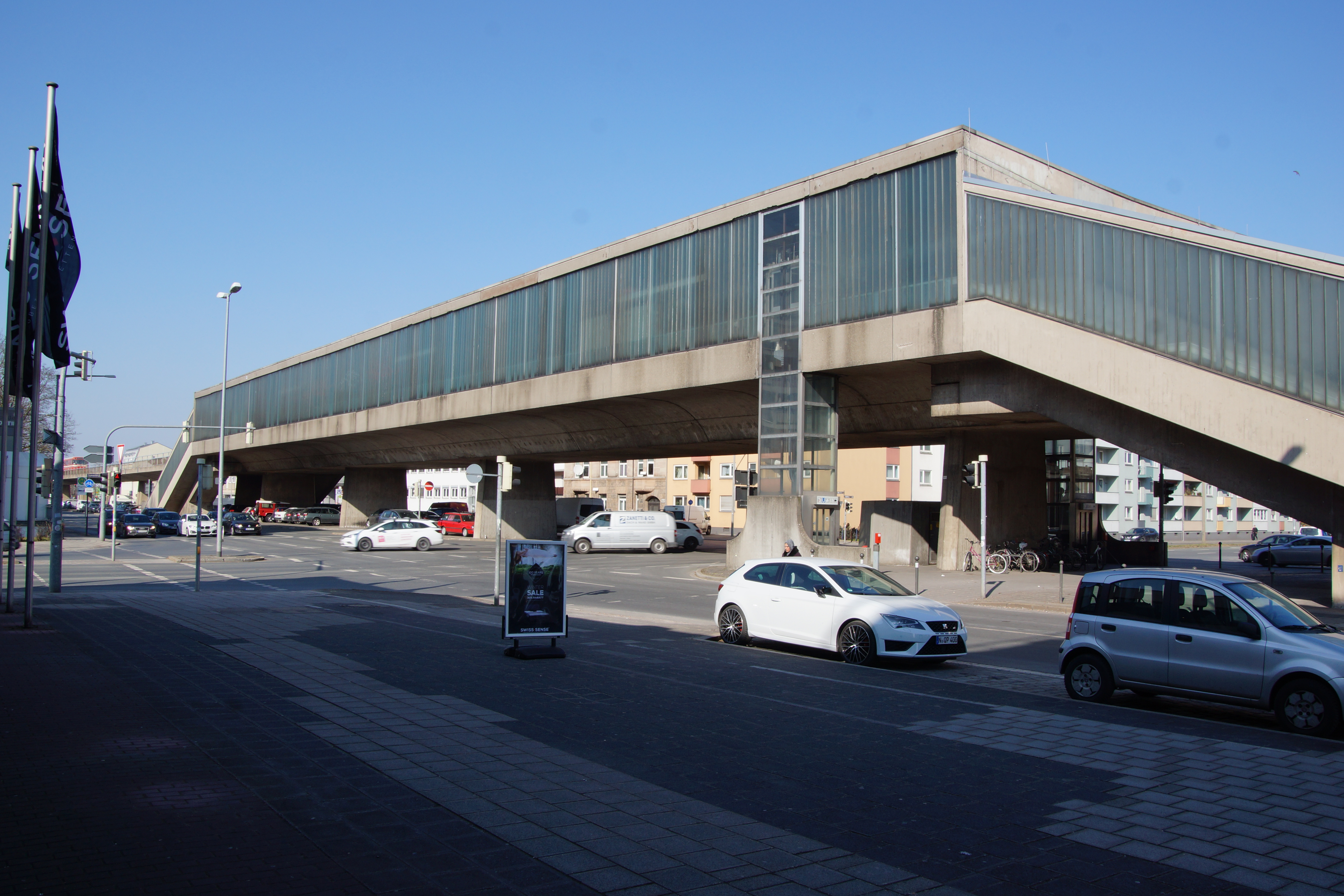
A Muggenhof U1 állomás Nürnbergben
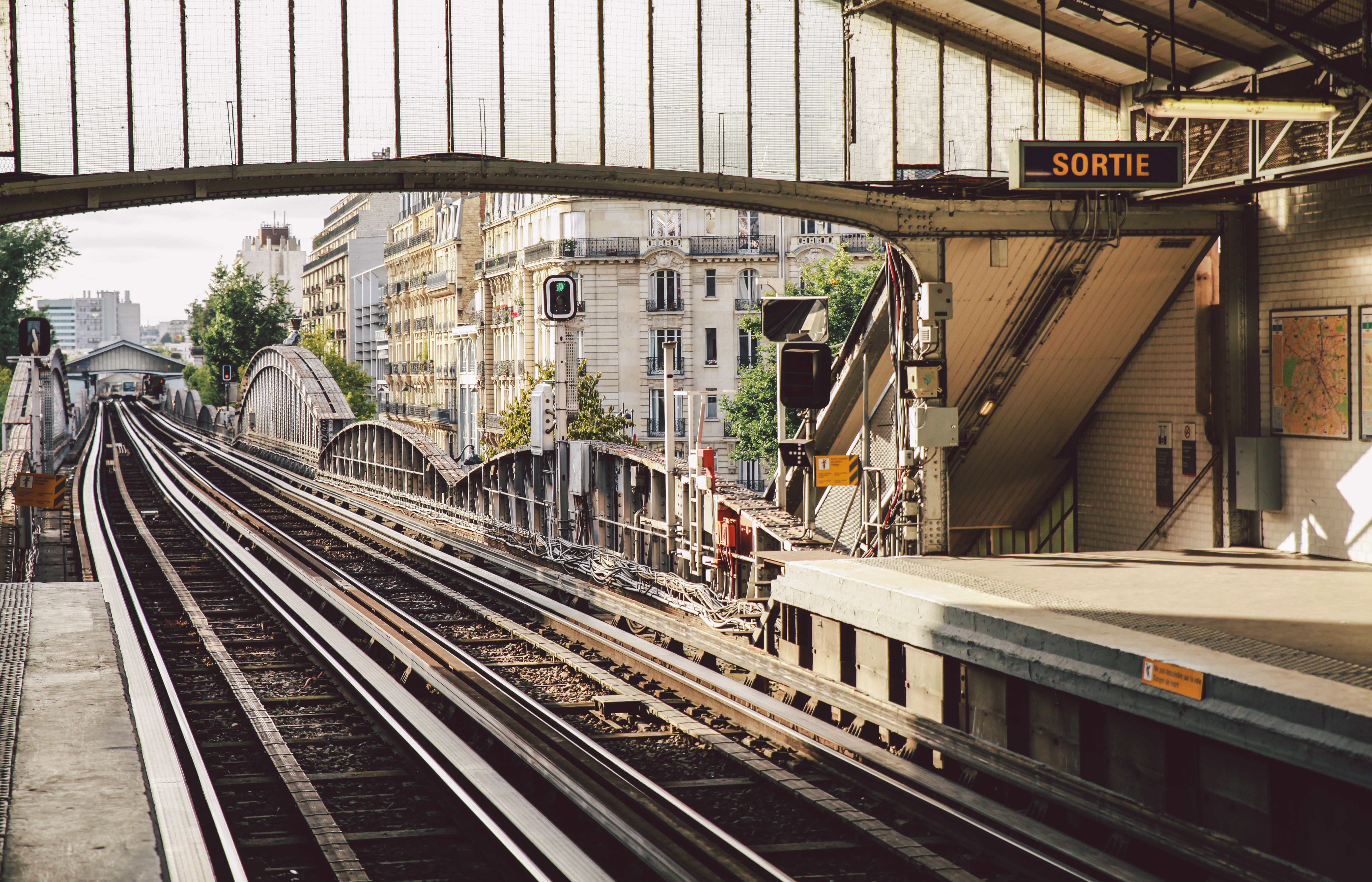
Cambronne állomás a Párizsban a Métro 6. vonalon
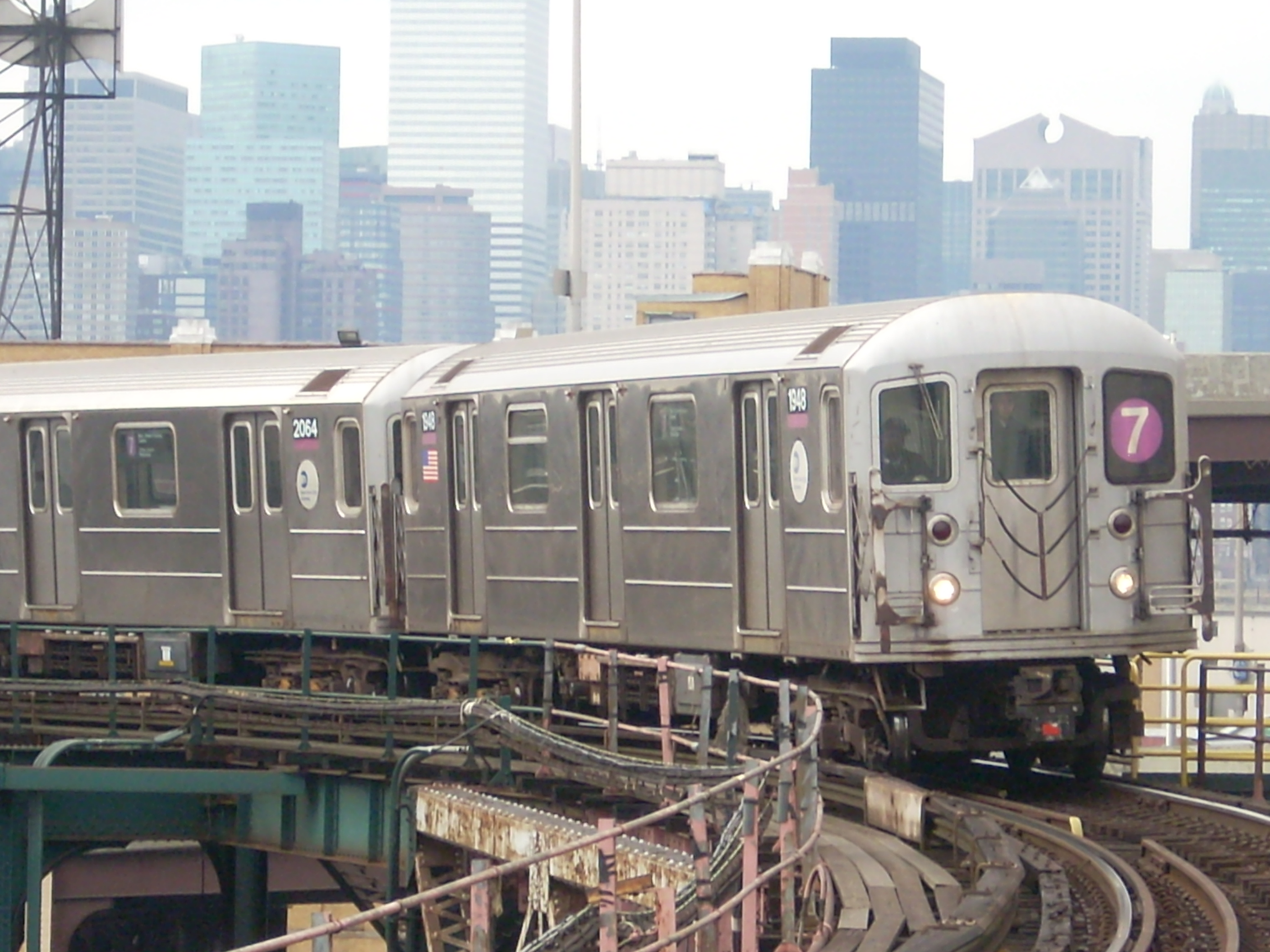
7 vonat a New York-i New York City- ben
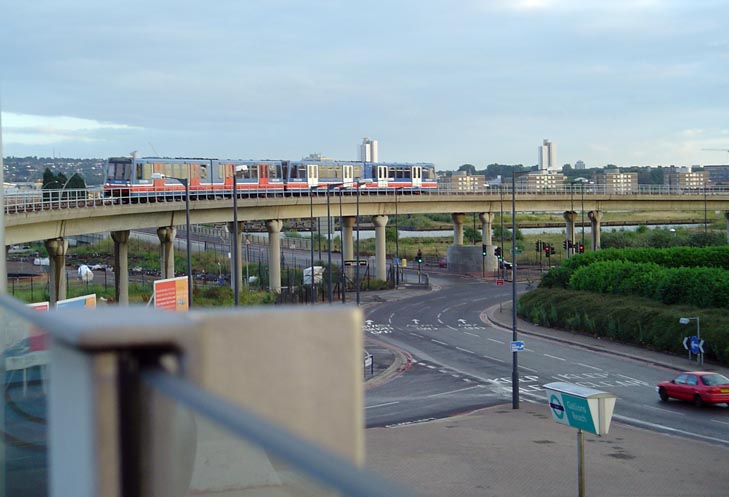
A londoni Docklands könnyű vasút emelkedett szakasza
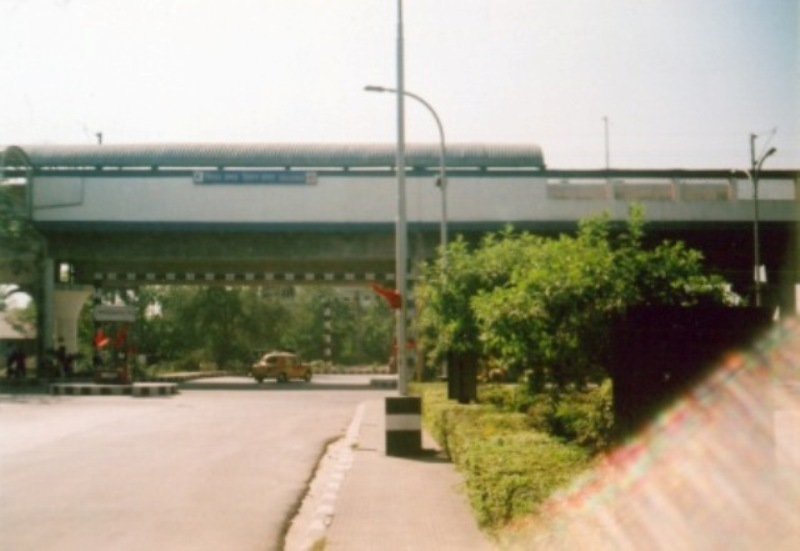
A Kolkata külvárosi vasútállomás Bimanbandar állomása 2016-ban zárva volt.
Delhi metró zöld vonal
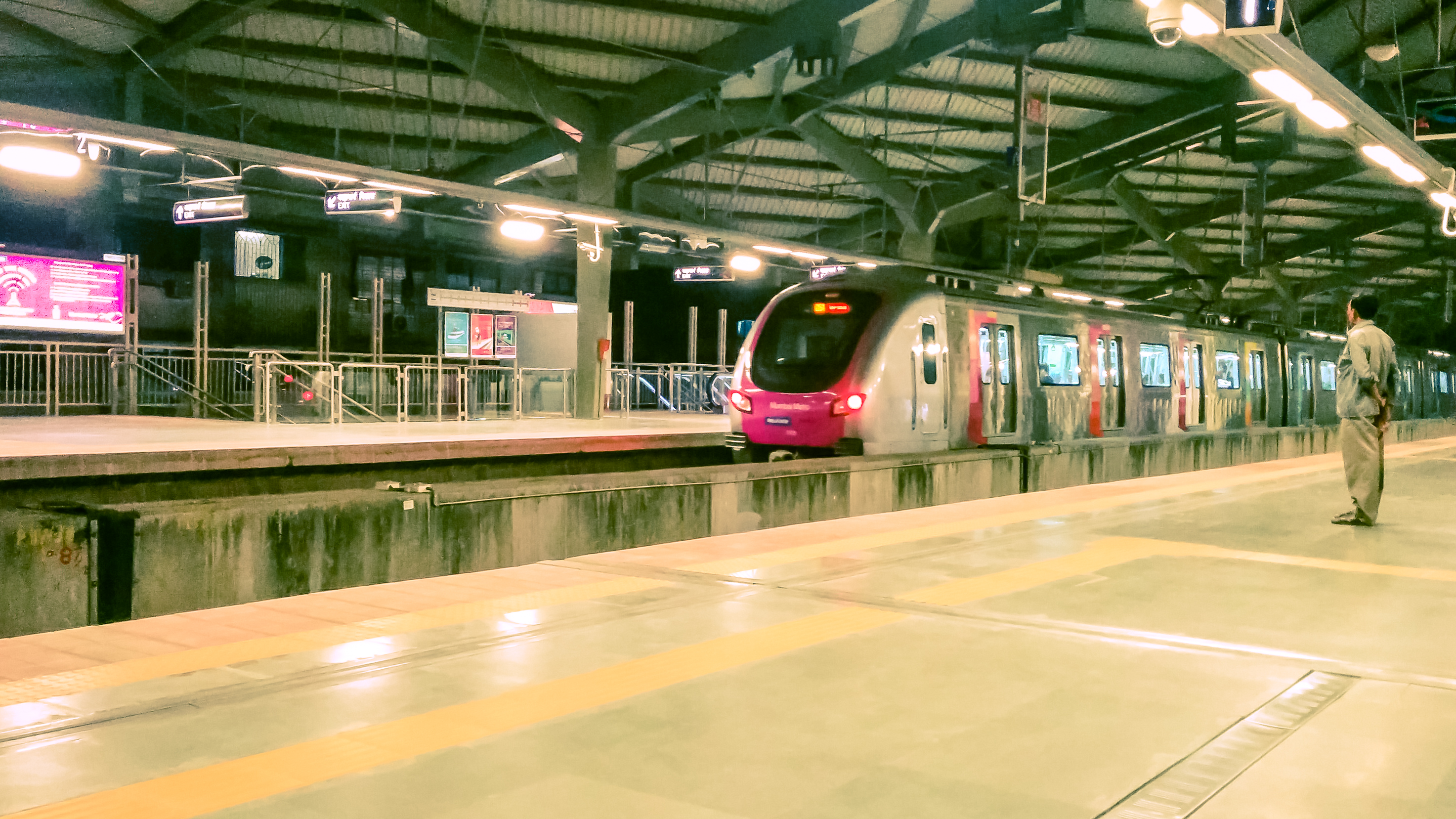
A Mumbai metró 1. vonal
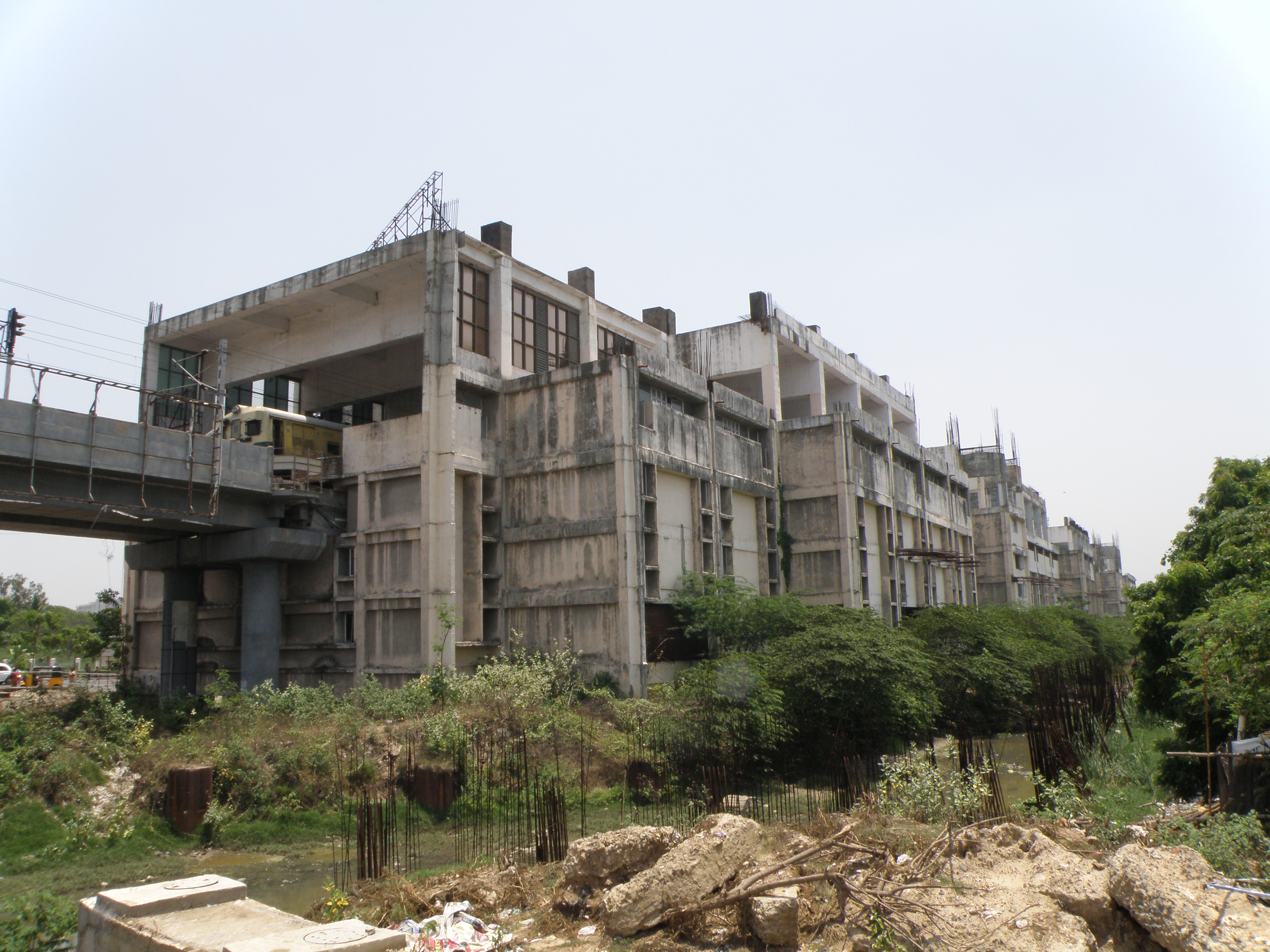
A Chennai MRTS Thiruvanmiyur állomása
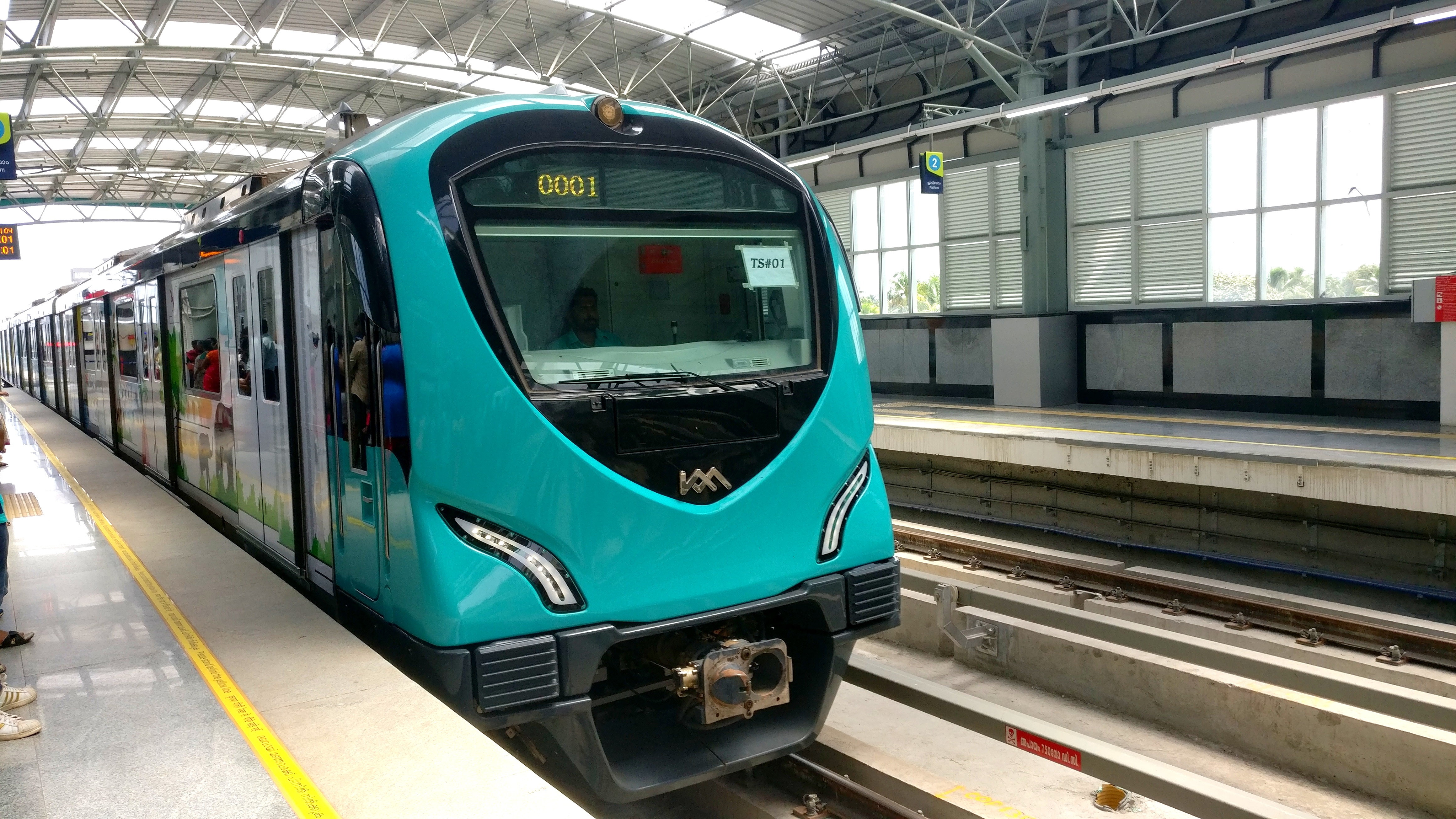
Kochi Metro
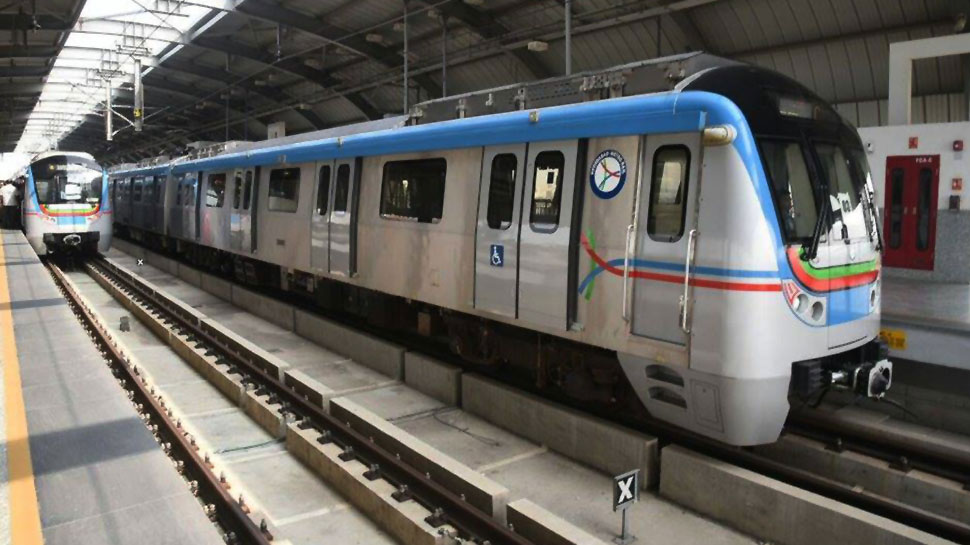
Hyderabad Metro
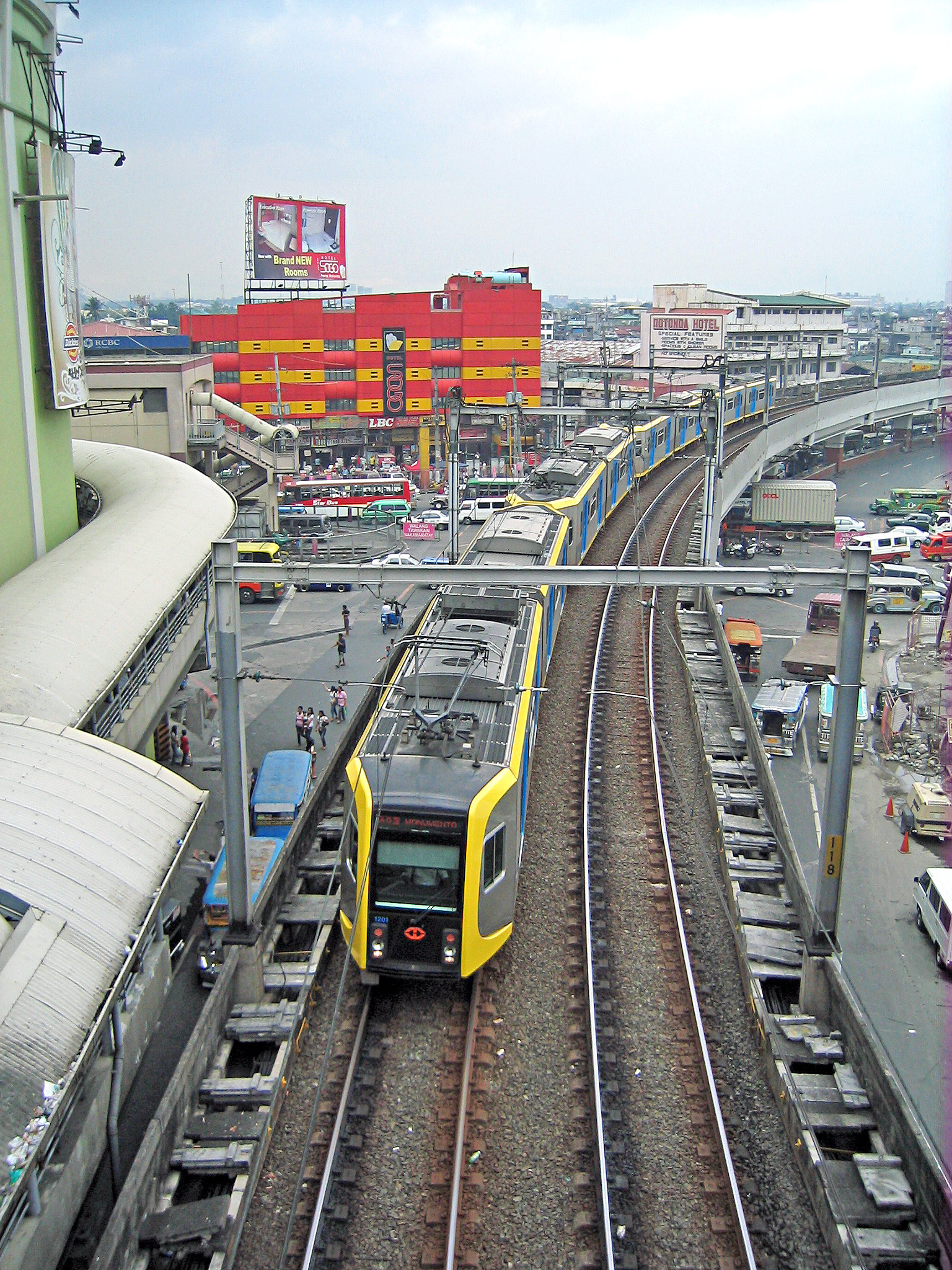
Harmadik generációs vonat indul az LRSA 1. vonalának EDSA LRT állomására
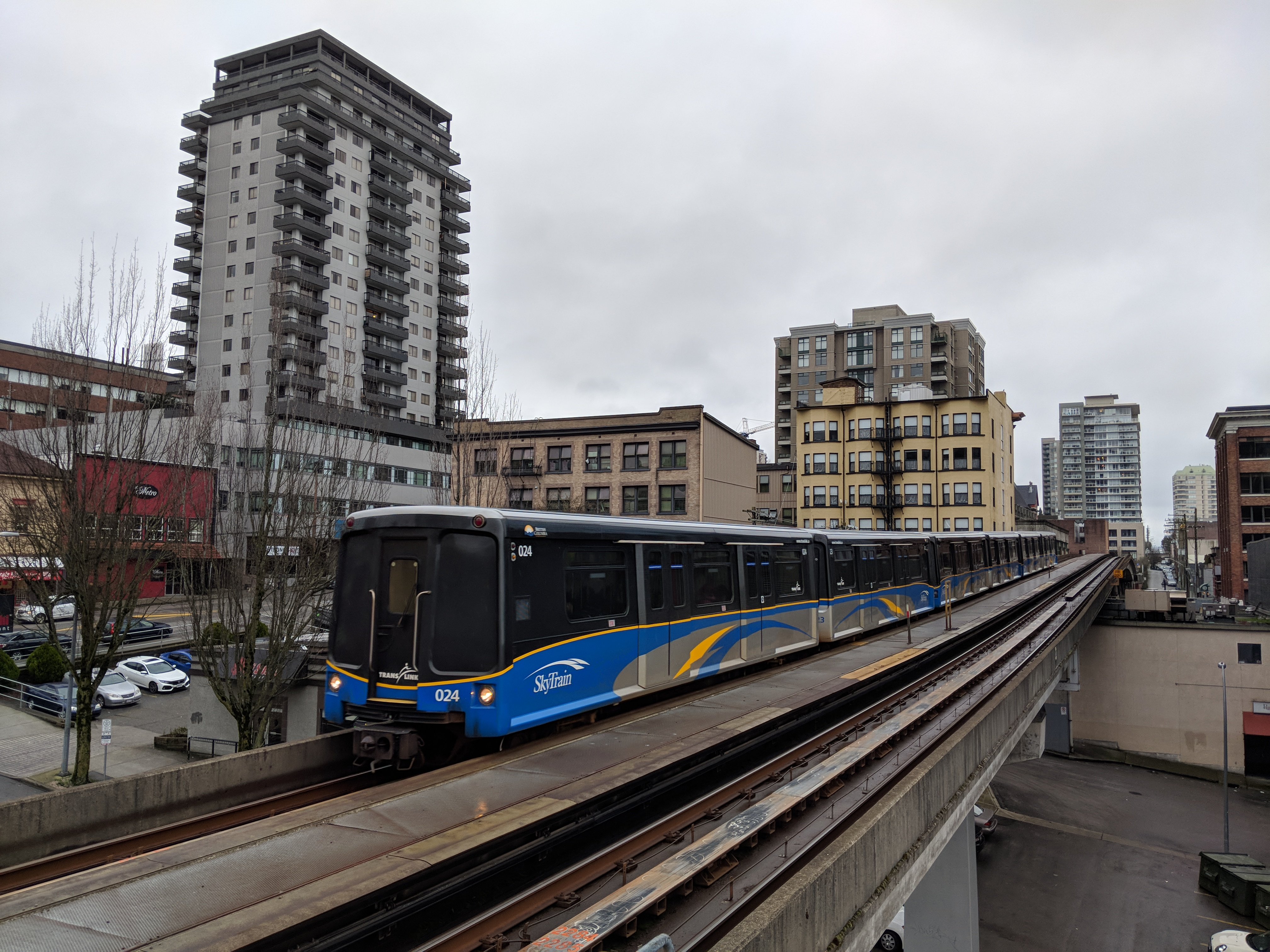
A Metro Vancouver SkyTrain rendszere többnyire megemelkedett, New Westminster, Brit Columbia, Kanada
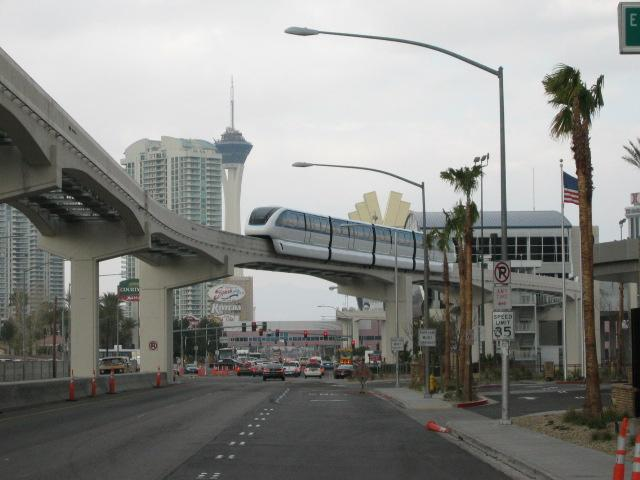
Las Vegas egysínű vasút, Las Vegas (Nevada)
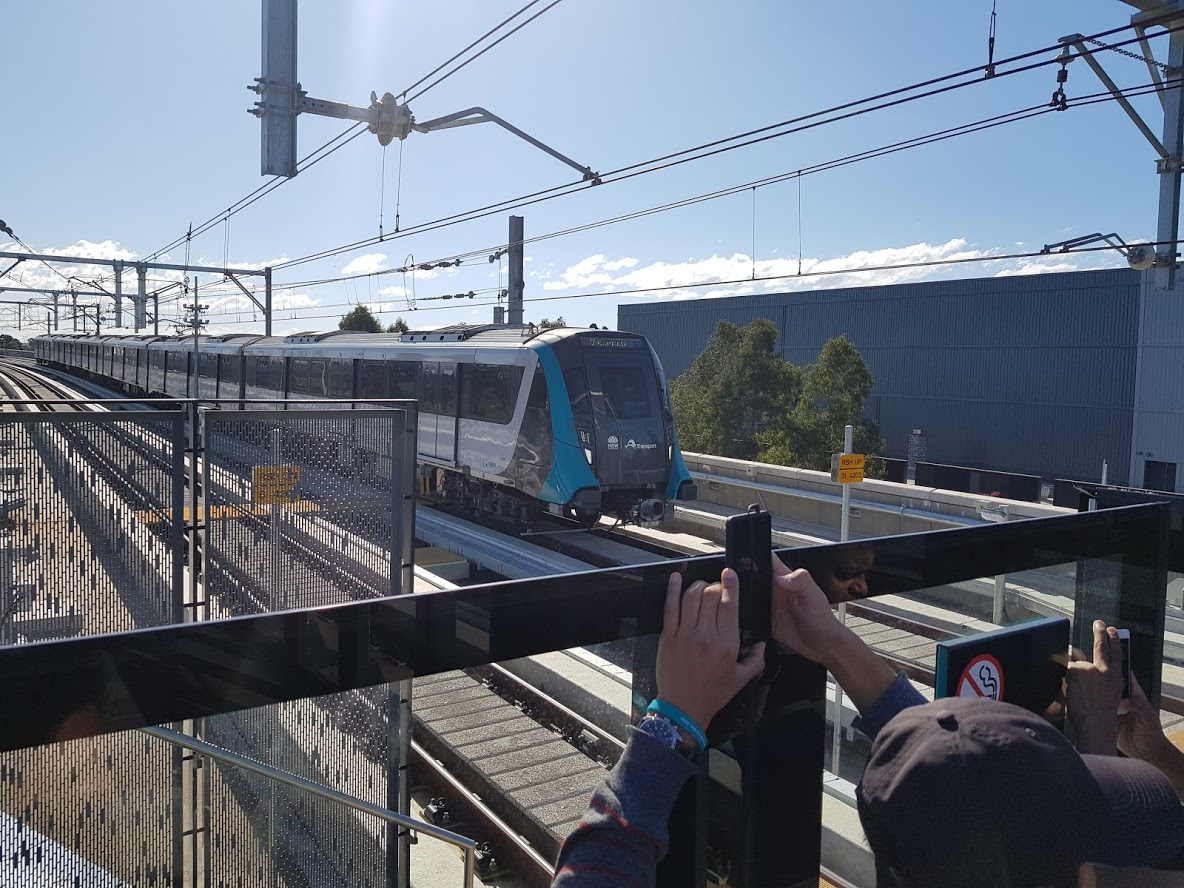
A Sydney metró északnyugati vonalának megemelt szakasza

## Fordítás
- Ez a szócikk részben vagy egészben  az   Elevated railway című angol Wikipédia-szócikk ezen változatának fordításán alapul.  Az eredeti cikk szerkesztőit annak laptörténete sorolja fel. Ez a jelzés csupán a megfogalmazás eredetét és a szerzői jogokat jelzi, nem szolgál a cikkben szereplő információk forrásmegjelöléseként.